# Conops chochensis
Conops chochensis är en tvåvingeart som beskrevs av Ouchi 1939. Conops chochensis ingår i släktet Conops och familjen stekelflugor. Inga underarter finns listade i Catalogue of Life.